# Baumgarten Miksa
Baumgarten Miksa (Tét, 1837. – Bécs, 1915.) magyar festőművész.

## Életpályája
Orvos fia volt, tanulmányait Pesten a Marastoni-féle akadémián végezte 1854 és 1858 között, azután Bécsben és a brüsszeli akadémián Jean-François Portaels alatt folytatta. Itt 1864-ben Ludwigh és Perczel Mór arcképét állította ki. Brüsszelben ismerkedett meg báró Jósika Miklóssal, aki cikket írt róla a Fővárosi Lapokba (1864). Az 1860–1870-es években mint arcképfestő működött Székesfehérvárott, később Bécsben telepedett le.